# Honoré Beugré Dakpa
Honoré Beugré Dakpa, né le 30 juillet 1969 à Grand-Lahou en Côte d'Ivoire, est un évêque ivoirien. Il est l'évêque du diocèse de Katiola depuis 2023.

## Biographie
Honoré Beugré Dakpa naît le 30 juillet 1969 à Grand-Lahou dans le Sud de la Côte d'Ivoire, dans le diocèse de Gagnoa. Il fait le petit séminaire, avant d'étudier la philosophie et la théologie au grand séminaire Saint Cœur de Marie d'Anyama à Abidjan.
Le 20 décembre 1998 Il est ordonné prêtre pour l'archidiocèse de Gagnoa. Après son ordination, il occupe divers responsabilités. Il sert en tant que vicaire paroissial à Gbagbam pendant une année, de 1998 à 1999, puis vicaire de la paroisse Saint Jean Baptiste à Lakota et formateur au centre catéchétique de Gagnoa de 1999 à 2000.
De 2000 à 2001, Honoré Beugré Dakpa exerce la fonction de vicaire à la paroisse Saint Jacques de Cocody II Plateaux à Abidjan, avant de devenir vicaire à la paroisse universitaire Saint Albert le Grand de Cocody. Entre 2001, il devient aumônier adjoint des étudiants et directeur spirituel au séminaire universitaire Saint Paul VI d'Abidjan, une responsabilité qu'il exerce jusqu'en 2004.
Sur le plan académique, Il poursuit des études à l'université catholique de l'Afrique de l'Ouest d'Abidjan. Il exerce dans le même temps le rôle de préfet de discipline au séminaire universitaire Saint Paul VI de 2004 à 2007. Il prépare pendant deux ans, de 2008 à 2010, un doctorat en droit canonique à l'université pontificale du Latran de Rome. Par la suite, après sa thèse, il devient professeur de droit canonique à Abidjan à l'Université catholique d’Afrique de l’ouest. En 2010, Il intègre la commission des affaires juridiques et des tribunaux de la Conférence des évêques catholiques de Côte d'Ivoire en 2010,. 
À partir de 2011, il occupe, pendant quatre années, la fonction de juge au tribunal ecclésiastique national de deuxième instance. Il est également directeur de l'Institut de droit canonique de l'UCAO de 2013 à 2019. Dès 2016, il prend la fonction de juge de première instance au tribunal diocésain de San Pedro et, en 2020, il devient secrétaire général de l'université catholique d’Afrique de l’Ouest, avant sa nomination en tant qu'évêque,.

### Episcopat
Le 13 mai 2023, le pape François le nomme évêque du diocèse de Katiola,,. Il est ordonné évêque le 15 juillet 2023 par le cardinal Jean-Pierre Kutwa ; les co-consécrateurs sont Ignace Bessi Dogbo, archevêque de Korhogo à cette époque et Gbaya Boniface Ziri, évêque de Bondoukou. Il est ordonné à Katiola, sur l’esplanade de la cathédrale Sainte-Jeanne-d’Arc. Le siège épiscopal était vacant avant sa nomination.

## Publications
- Honoré Beugré Dakpa, Droit associatif des fidèles laïcs et nouvelles formes de vie consacrée dans le Code de droit canonique, Pontificia Università Lateranense, 2010, 389 p.
- Honoré D.. Beugre, Le droit canonique : personnes, actes, pouvoir et offices, Abidjan, UCAO / UUA, 2016, 365 p. (ISBN 2915693676)[11]
- Honoré Beugre Dapka, Le statut canonique des communautés nouvelles, Editions L'Harmattan, 2018, 252 p. (ISBN 9782140106446, lire en ligne)